# Brooke Haven
Brooke Haven (Sonora, California; 25 de noviembre de 1979) es una actriz y directora pornográfica estadounidense.

## Biografía
Brooke se crio en Sonora, California, un pequeño pueblo al Norte de California donde vivió toda su vida hasta cumplir los 19 años. Con esa edad se mudó a San Francisco, California, donde comenzó a trabajar como estríper en un club llamado Deja Vu, trabajo al que se dedicó durante tres años y medio. Tras su estancia en San Francisco Brooke se mudó a Phoenix, Arizona, y allí continuó trabajando como estríper. Un día mientras trabajaba en Phoenix conoció a la actriz porno Lexi Marie con la que entabló una gran amistad. Ambas posaron para la revista Playtime y recibieron una oferta para acudir a la convención porno en Los Ángeles Erotica LA, la cual aceptaron, donde a Brooke le hicieron numerosas propuestas para dedicarse al porno. Brooke lo pensó y la idea acabó gustándole, así que decidió pasar un fin de semana el Los Ángeles con su amiga Lexi Marie e introducirse en la industria del porno. Le encantó, muy poco después Brooke se mudó allí y el 12 de octubre de 2004 comenzó a rodar películas pornográficas.
La carrera porno de Brooke resultó muy exitosa y en muy poco tiempo alcanzó una gran fama. Ha rodado más de 150 películas, ha trabajado para los estudios y directores más prestigiosos y ha firmado un contrato no exclusivo con el estudio Vicious Media con el que dirige películas y además le permite trabajar libremente para otras productoras y hoy en día la carrera y éxito de Brooke siguen creciendo.